# マンチェスター・ソナタ

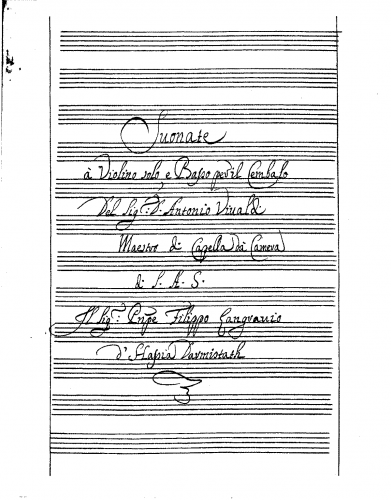
「マンチェスター・ソナタ」の筆写譜、Henry Watson Music Library所蔵

『マンチェスター・ソナタ』（Manchester Sonatas）は、アントニオ・ヴィヴァルディ作曲による12曲のヴァイオリン・ソナタのセット。音楽学者のマイケル・トールボットが1973年に、マンチェスター中央図書館所所蔵のニューマン・フラワー・コレクションの中から発見したことからそう呼ばれている。1716年から1717年頃に作曲され、1726年にピエトロ・オットボーニ枢機卿に献呈された。その後チャールズ・ジェネンズが1740年に入手し、1965年にマンチェスター中央図書館の蔵書となっていた。

## 来歴
ヴィヴァルディの「マンチェスター」ソナタは、ヴァイオリンとチェンバロのための12曲のソナタで、イングランドの都市であるマンチェスターと直接の関係はない。この曲集は1720年代に、ヴィヴァルディのほかアルカンジェロ・コレッリ、アレッサンドロ・スカルラッティなどの後援者であったピエトロ・オットボーニ枢機卿に献呈されたと考えられている。 1740年に枢機卿が亡くなった後、彼の個人のコレクションから多数の写本がイギリスの古典学者エドワード・ホルズワースによって購入され、ヘンデルの『メサイア』の台本作家であり、ヴィヴァルディの音楽の信望者でその楽譜の蒐集家であったチャールズ・ジェネンズの手に渡った。ジェネンズのコレクションは、1918年にロンドンのサザビーズで分割されてオークションにかけられるが、その前にさらに幾人かの手に渡った。有名な音楽学者ニューマン・フラワーが、サザビーでジェネンズのコレクションからいくつかの楽譜を入手した。フラワーが1964年に亡くなったとき、彼の音楽の所蔵品はマンチェスター公立図書館に購入され、音楽学者やメディアの注目を集めた。ヘンデルの著名な学者としてのフラワーの評判は、ヘンデルに関する重要な情報が間もなく発表されることを示唆していたが、イギリスにおけるヘンデルへの注目が高すぎた結果、ほかの作曲家の音楽には注目が集まらず、1965年以降マンチェスターのヘンリー・ワトソン音楽図書館に収容されていたにもかかわらず、1973年に音楽学者マイケル・トールボットによって発見されるまで、ヴィヴァルディの「マンチェスター」ソナタを含むフラワーの他の原稿は無視されていた。

## 作曲形式
これらの作品については、他の多くの大規模なコレクションと同様に、「マンチェスター」ソナタには、自身の作品から借用した音楽と新しく作曲した音楽の両方が含まれている。12のソナタのうち8つは、少なくとも部分的には以前から存在することが知られており、5番(RV 759)、10番(RV 760)、11番(RV 756)、12番(RV 754)のみがまったく新しく発見された作品となる。それ以外のものは、ヴィヴァルディによって新しいコレクションに合うように作り直された形跡がみられる。ヴィヴァルディはモードを変更し、ライン（ベースとメロディーの両方）を改訂、音楽形式を時折変更し、ヴァイオリン・ソナタに合うように協奏曲を再構成して作曲されている、また第9番(RV 17a)はグラーツにあるRV 17のソナタの異稿で、ヴィヴァルディはその第2楽章を6つのチェロソナタに収録の第1番(RV 47)の第2楽章への転用を行っている。
史料には正確な改訂日は記されていないが、ほとんどの物が1716年から1717年までのものと形式の一致を見せている。「マンチェスター」コレクション発見の前から完全な作品として知られている4つのソナタ、第1番(RV 3)、第2番(RV 12)、第7番(RV 6)、第8番(RV 22)のうち、第8番を除く3つは、1716-17年にイタリアに1年間滞在したザクセン選帝侯の宮廷ヴァイオリニスト、ヨハン・ゲオルク・ピゼンデルと関係がある。ピゼンデルはソナタ第1番と第2番を筆写し、第7番を含む、ヴィヴァルディ作曲のいくつかのソナタと協奏曲の献身者だった。このことにより、トールボットは「マンチェスター」コレクションがピゼンデルがドレスデンに帰還した1717年の直後から改訂と筆写がなされ、1726年にオットボーニ枢機卿へと献呈されたと結論付けた。

## 作品内容
音楽自体に関しては、ソナタ第2番を除く12曲すべてが、教会ソナタ（ソナタ・ダ・キエザ）の伝統的な緩ー急ー緩ー急の順序に従い、スローテンポのプレルーディオとそれに続く3つの舞曲の楽章を持つという構成になっている。「マンチェスター」ソナタに改定前される前の曲の楽譜から、舞曲楽章タイトルが遡及的に追加されたことを証明している。一部の舞曲楽章はコレッリによって確立された室内ソナタ（ソナタ・ダ・カメラ） の伝統的な特徴を保持しているが、多くは著しく異なる。トールボットは、たとえばアレマンダの3つ（第1番、7番、9番[RV17a]）がフィナーレとして機能し、サラバンドの3つ（第5番、11番、12番）が転調することを指摘している、これらと他の曲との違いは、主に拍子とテンポに基づいた舞曲楽章の機械的な命名の適用よって説明される。 3拍子の速い動きはコレンテとして記述されるが、2拍子と4拍子の速い動きは、ガヴォット（2/4）、アレマンダ（4/4）、およびジーグとして記述される（12/8）。同様に3拍子の緩徐楽章はサラバンドとして記述され、一般的な拍子には指定がない。これらを鑑みると、それぞれの楽章の舞曲名をどの程度真剣に受け止めるべきかは依然として不明となる。形式の面では、バロック時代に一般的だった楽器間の対位法の相互作用から離れている。ヴァイオリンはオペラ風のカンタービレなメロディーを表現するように改訂され、代わりにバス声部はドレスデンの原曲から、かなり控えめになるように変更されており、主にその和声の役割にのみ焦点を当てられている。これは他の声部とのモチーフの相互作用に従事するバロックの傾向に反しているが、その分「マンチェスター」ソナタの楽譜では、チェンバリストにかなり自由に解釈の余地を与えている。独奏部において、当時の作曲家は緩徐楽章にはメロディックなアウトラインを提供するだけで、装飾の問題は演奏者に任せていた。しかしヴィヴァルディは、「マンチェスター」のスコアの多くでかなり詳細な指示を記入している。ただしこれらの指示にもかかわらず、特に同じセクションが繰り返される場合において、独奏者の自由になる十分な余地を残している。

## 曲目
- ソナタ第1番 ハ長調 RV 3
- ソナタ第2番 ニ短調 RV 12
- ソナタ第3番 ト短調 RV 757
- ソナタ第4番 ニ長調 RV 755
- ソナタ第5番 変ロ長調 RV 759
- ソナタ第6番 イ長調 RV 758
- ソナタ第7番 ハ短調 RV 6
- ソナタ第8番 ト長調 RV 22
- ソナタ第9番 ホ短調 RV 17a
- ソナタ第10番 ロ短調 RV 760
- ソナタ第11番 変ホ長調 RV 756
- ソナタ第12番 ハ長調 RV 754